# Выставская волость

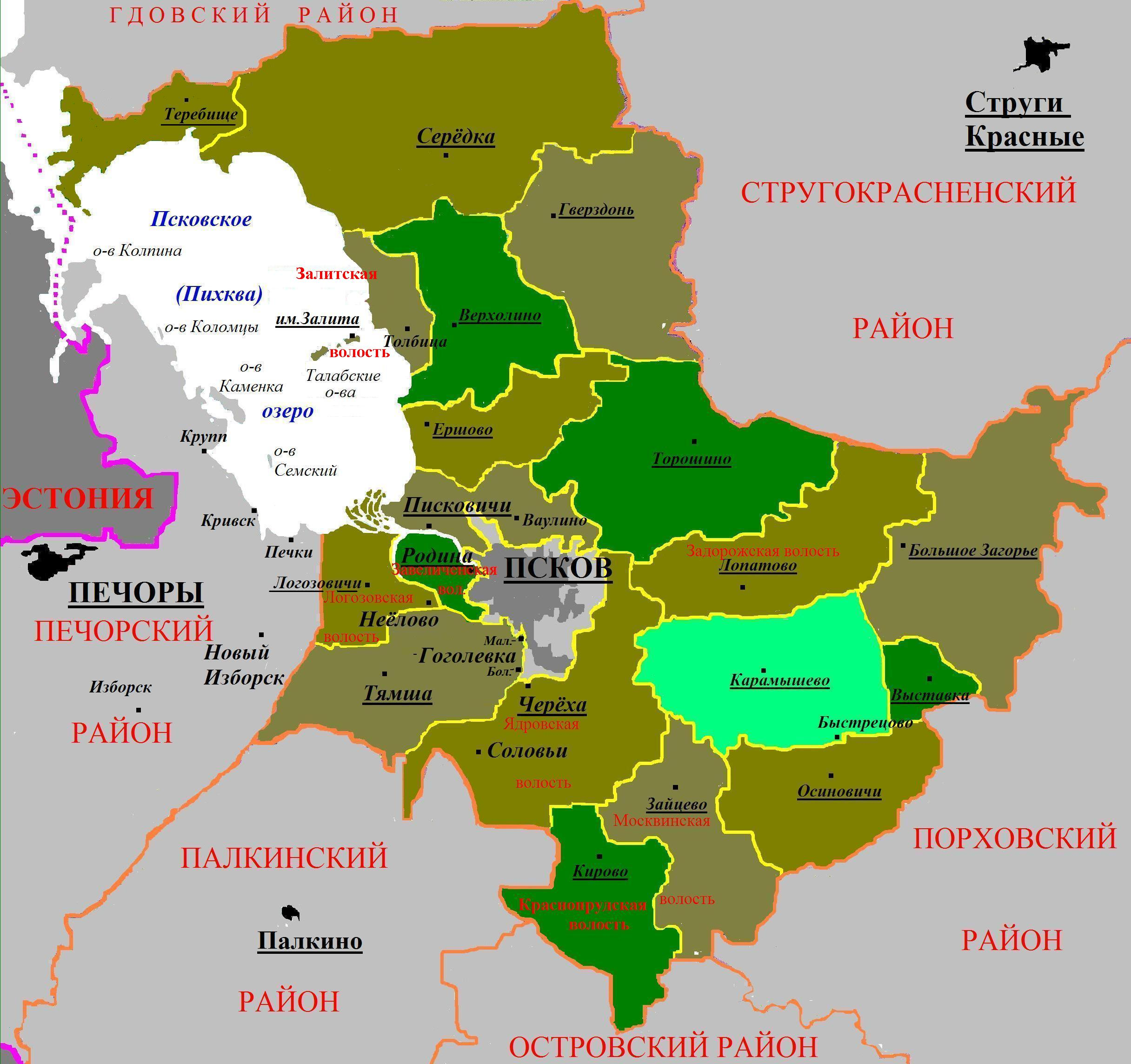
Административное деление Псковского района (2005)

Выставская волость — административно-территориальная единица 3-го уровня в составе Псковского района Псковской области РФ, существовавшая в 1995—2009 годах. В 2009 году волость была упразднена в пользу сельского поселения «Карамышевская волость».

## Предыстория и Выставский сельсовет
В составе Псковского уезда Псковской губернии на момент 1914 года существовала Виделибская волость (д. Воробьёво) — на юге современной Карамышевской волости Псковского района (д. Быстрецово)
Постановлением Президиума ВЦИК РСФСР от 1 августа 1927 года в составе новообразованного Карамышевского района были образованы Воробьёвский (д. Воробьёво) и Веделебский (д. Выставка) сельсоветы, переименованный в 1928 году в Выставский сельсовет. В 1928 году Воробьёвский сельсовет был упразднён и образован Шевелёвский сельсовет (д. Шевелёво). Указом Президиума Верховного Совета РСФСР от 16 июня 1954 года Выставский и Шевелёвский сельсоветы были объединены в Выставский сельсовет (д. Выставка). Указом Президиума Верховного Совета РСФСР от 1 февраля 1963 года Карамышевский район был упразднён, а Выставский сельсовет был передан в состав Псковского района.

## Выставская волость
Постановлением Псковского областного Собрания депутатов от 26 января 1995 года территории сельсоветов были переименованы в волости, в том числе Выставский сельсовет был переименован в Выставскую волость.

## Население
Численность населения Выставской волости по переписи населения 2002 года составила 295 жителей (по оценке на начало 2001 года — 337 жителей).

## Населённые пункты
Список населённых пунктов Выставской волости в 1995 — 2009 гг.:
| #  | деревня        | 2000 г., чел. |
| -- | -------------- | ------------- |
| 1  | Вёшки          | 48            |
| 2  | Войниха        | 9             |
| 3  | Выставка       | 103           |
| 4  | Киселево       | 14            |
| 5  | Локоть         | 38            |
| 6  | Малая Выставка | 10            |
| 7  | Москота        | 20            |
| 8  | Подберезье     | 8             |
| 9  | Поля           | 16            |
| 10 | Рыдалы         | 26            |
| 11 | Сахново        | 9             |
| 12 | Солпяково      | 8             |
| 13 | Сменково       | 8             |
| 14 | Хвоёнка        | 13            |
| 15 | Шарабино       | 7             |

В соответствии с поправками к Закону Псковской области «Об установлении границ и статусе вновь образуемых муниципальных образований на территории Псковской области» от 5 ноября 2009 года (№ 911-ОЗ) все деревни упразднённой Выставской волости вошли в состав Карамышевской волости.